# بانگه مازورسکیه
بانگه مازورسکیه (به لهستانی:  Banie Mazurskie) یک روستا در لهستان است که در گمینا بانگه مازورسکیه واقع شده‌است. بانگه مازورسکیه ۲۰۵ کیلومتر مربع مساحت و ۳٬۷۷۰ نفر جمعیت دارد.